# Нишкопера албула
Albula nemoptera е вид лъчеперка от семейство Albulidae.

## Разпространение
Видът е разпространен в Гватемала, Колумбия, Коста Рика, Мексико, Никарагуа, Панама, Салвадор и Хондурас.

## Описание
На дължина достигат до 51 cm.